# Kourou
Kourou ([kuru]) je město a obec v Jižní Americe, ve Francouzské Guyaně, kde se nachází jediný francouzský kosmodrom – Guyanské kosmické centrum (Centre Spatial Guyanais); město samotné má asi 20 000 obyvatel.

## Kosmodrom
Kosmodrom vznikl roku 1964, kdy francouzská vláda potřebovala najít náhradu za kosmodrom Hammaguir v Alžírsku. Dnes ho využívá hlavně ESA – Evropská kosmická agentura. Kourou bylo zvoleno za umístění nového kosmodromu právě proto, že se nachází velmi blízko rovníku, což snižuje náklady na provoz raket.